# Borgo Tossignano
Borgo Tossignano (emilián nyelven Båurg Tusgnàn) település Olaszországban, Emilia-Romagna régióban, Bologna megyében. Lakosainak száma 3198 fő (2023. január 1.). Borgo Tossignano Casalfiumanese, Fontanelice, Imola, Riolo Terme és Casola Valsenio községekkel határos.

## Népesség
A település népességének változása:

| 2018 | 3 240 |
| 2023 | 3 198 |